# Eurydamas (Sohn des Pelias)
Eurydamas (altgriechisch Εὐρυδάμας Eurydámas) ist eine Gestalt der griechischen Mythologie.
Laut Tryphiodoros, einem ägyptischen Dichter des 3. oder 4. Jahrhundert n. Chr., und Johannes Tzetzes, einem byzantinischen Gelehrten des 12. Jahrhunderts, war Eurydamas, Sohn des Pelias und Bruder des Iphidamas, mit diesem Teilnehmer am Trojanischen Krieg und gehörte zu jenen Griechen, die sich im Trojanischen Pferd versteckten.